# Daniel Ojanlatva
Carl Gunnar Daniel Sander Ojanlatva, född 12 februari 1977, är en svensk manusförfattare. Han är uppvuxen i Kiruna.
Han är mest känd som författaren bakom filmen Frostbiten.
Han arbetar (2020) som bildlärare på Skärgårdstadsskolan i Österåkers kommun.

## Filmmanus
- 2006 – Frostbiten